# Newcastle (Wyoming)
Newcastle ist ein Ort und County Seat des Weston County im US-Bundesstaat Wyoming.

## Geografie
Der Ort bedeckt eine Fläche von 6,4 km² (2,5 mi²), darunter keine Wasserflächen.

## Demografie
Das U.S. Census Bureau hat bei der Volkszählung 2020 eine Einwohnerzahl von 3.374 ermittelt.

### Altersstruktur
| Bevölkerung | Jahre   | Anteil  |
| ----------- | ------- | ------- |
| unter       | 18      | 24,39 % |
| von         | 18 – 24 | 7,90 %  |
| von         | 25 – 44 | 24,70 % |
| von         | 45 – 64 | 24,50 % |
| über        | 65      | 18,60 % |

- Das durchschnittliche Alter beträgt 40 Jahre.